# Trichogramma pallidiventris
Trichogramma pallidiventris är en stekelart som beskrevs av Nagaraja 1973. Trichogramma pallidiventris ingår i släktet Trichogramma och familjen hårstrimsteklar. Inga underarter finns listade i Catalogue of Life.